# The Beginning of Survival
Albums de Joni Mitchell
Travelogue
(2002) Dreamland
(2004)
The Beginning of Survival est une compilation de Joni Mitchell, sortie le 27 juillet 2004.

## Liste des titres
Toutes les chansons sont écrites et composées par Joni Mitchell, sauf mention contraire.
| No  | Titre                                 | Auteur                | Album original             | Durée |
| --- | ------------------------------------- | --------------------- | -------------------------- | ----- |
| 1.  | The Reoccurring Dream                 |                       | Chalk Mark in a Rain Storm | 3:03  |
| 2.  | The Windfall (Everything for Nothing) |                       | Night Ride Home            | 5:09  |
| 3.  | Slouching Towards Bethlehem           |                       | Night Ride Home            | 6:49  |
| 4.  | Dog Eat Dog                           |                       | Dog Eat Dog                | 4:27  |
| 5.  | Fiction                               | Mitchell, Larry Klein | Dog Eat Dog                | 4:10  |
| 6.  | The Beat of Black Wings               |                       | Chalk Mark in a Rain Storm | 5:22  |
| 7.  | No Apologies                          |                       | Taming the Tiger           | 4:17  |
| 8.  | Sex Kills                             |                       | Turbulent Indigo           | 3:56  |
| 9.  | The Three Great Stimulants            |                       | Dog Eat Dog                | 6:06  |
| 10. | Lakota                                | Mitchell, Klein       | Chalk Mark in a Rain Storm | 6:25  |
| 11. | Ethiopia                              |                       | Dog Eat Dog                | 5:38  |
| 12. | Cool Water                            | Bob Nolan             | Chalk Mark in a Rain Storm | 5:25  |
| 13. | Tax Free                              | Mitchell, Klein       | Dog Eat Dog                | 4:17  |
| 14. | The Magdalene Laundries               |                       | Turbulent Indigo           | 4:01  |
| 15. | Passion Play                          |                       | Night Ride Home            | 5:19  |
| 16. | Impossible Dreamer                    |                       | Dog Eat Dog                | 4:30  |